# تپه خوشداد ۳
تپه خوشداد ۳ مربوط به سده‌های ۷ تا ۹ ه.ق است و در شهرستان زابل، بخش پشت آب، دهستان قائم آباد، روستای خوشداد۲ واقع شده و این اثر در تاریخ ۲۳ بهمن ۱۳۸۵ با شمارهٔ ثبت ۱۷۳۱۸ به‌عنوان یکی از آثار ملی ایران به ثبت رسیده است.